# Нгга-Пілімсіт
Нгга-Пілімсіт (індонез. Ngga Pilimsit, колоніальна назва Іденбург) — гора в західній частині острова Нова Гвінея, провінції Папуа, Індонезії.

## Географія
Гора розташована в західній частині гір Маоке, у хребті Судірман, за 12 кілометрів на захід — північний захід від гори Пунчак-Джая. Між ними розташований відкритий, один із найбільших у світі золото-мідних рудників — кар'єр Грасберг. Висота вершини — 4717 метрів, відносна висота — 557 м. Вона є однією із найвищих вершин Австралії і Океанії, острова Нової Гвінеї і Індонезії. Посідає 4-те місце за висотою серед гір Нової Гвінеї і Індонезії.
Вперше була підкорена 21 лютого 1962 року експедицією під керівництвом австрійського альпініста Генріха Гаррера. Гірські льодовики, які в середині 19-го століття вкривали вершини і схили всіх чотиритисячників Нової Гвінеї, в 20-му столітті почали інтенсивно танути. На вершині Нгга-Пілімсіт до 2003 року льодовик повністю розтанув.